# Toradar
Il toradar è un'arma da fuoco indiana risalente al XVI secolo.

## Descrizione

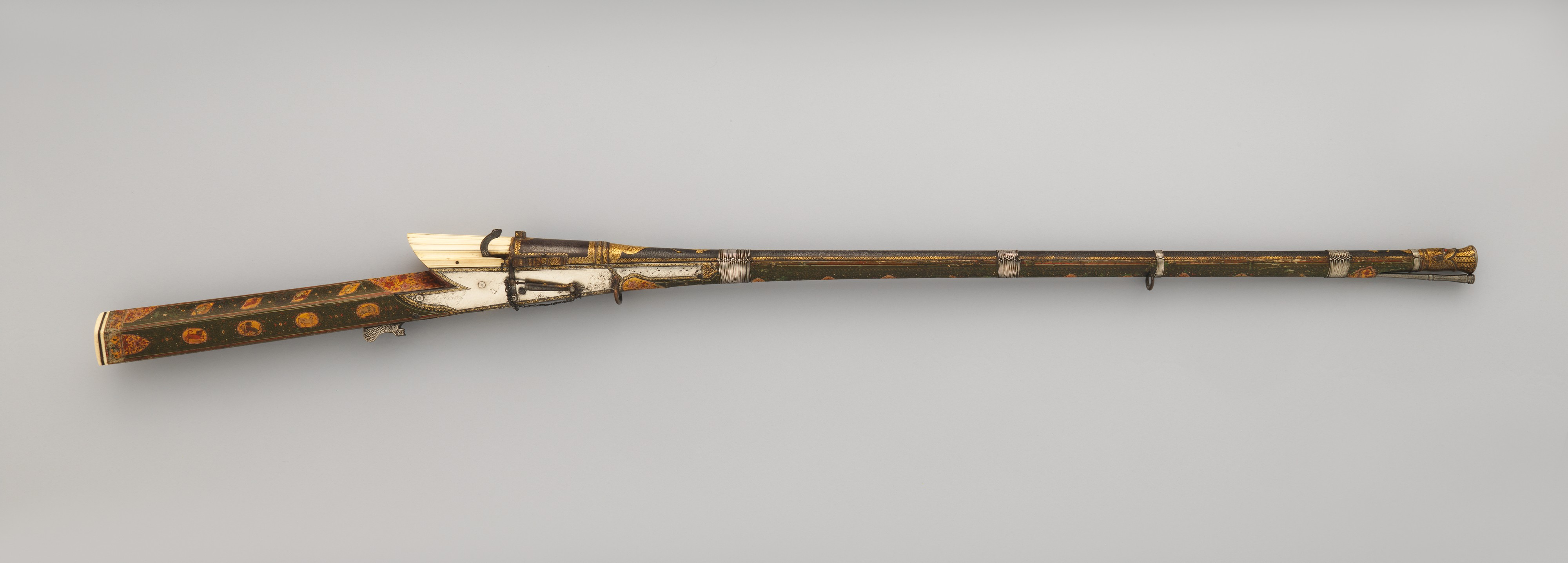

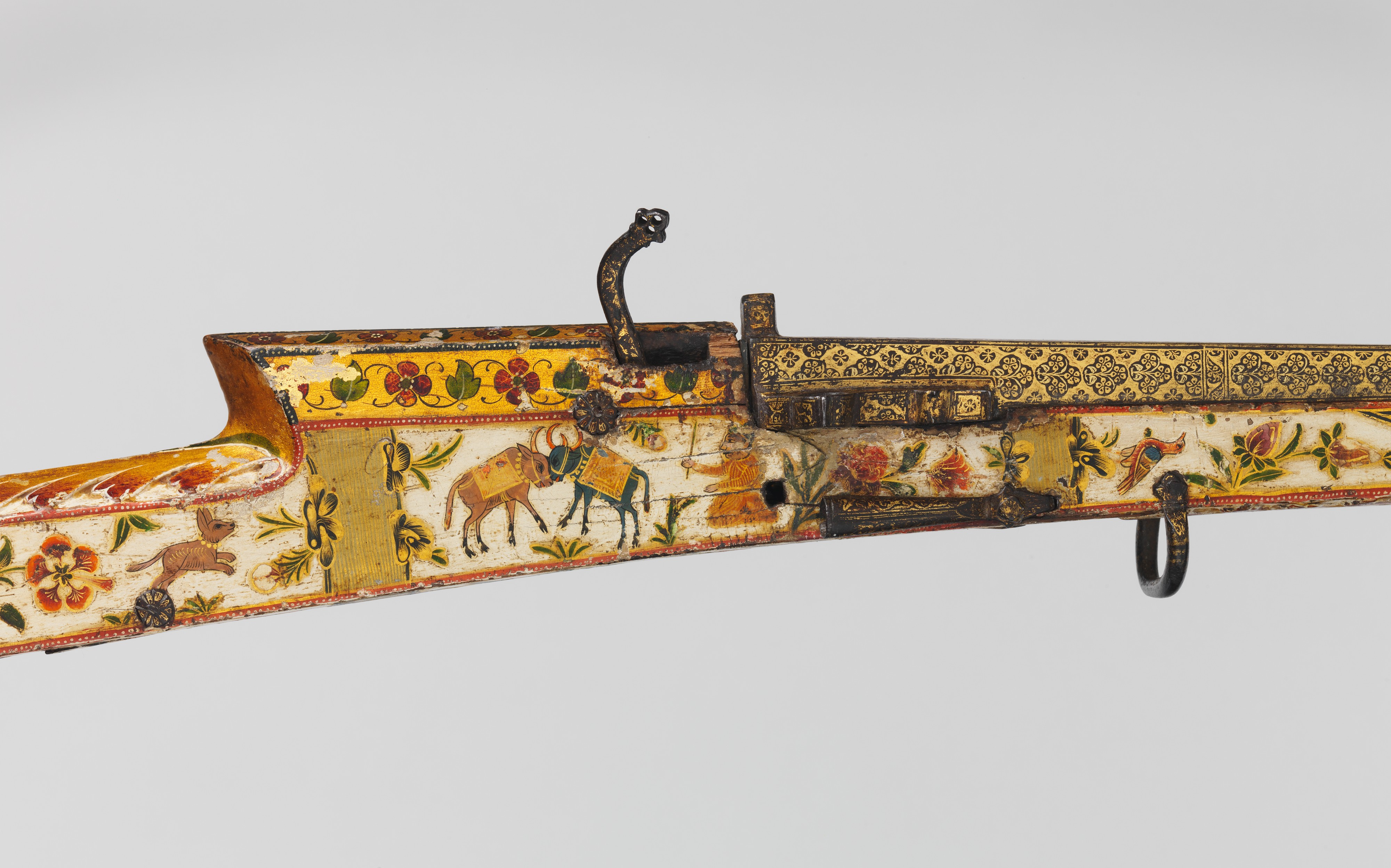
Dettaglio di un toradar decorato

Il toradar è un antico fucile a miccia lungo dai 150 ai 180 cm. La canna ha una lunghezza variabile compresa solitamente tra i 100 e i 120 cm e può essere realizzata in acciaio Damasco. È più larga verso la culatta e si restringe verso la volata ed è fissata alla cassa con strisce di pelle non conciata, con filo metallico o con fascette anch'esse metalliche. Possono essere presenti degli elementi d'argento simili a delle piccole selle posizionate sulla parte alta della canna in corrispondenza delle fascette di fissaggio. In alcuni casi può avere sezione quadrata. La volata può presentare un anello decorativo modellato a forma di uomo o di animale, e in quei casi il mirino anteriore costituisce il naso della figura. Il grilletto è in lamiera mentre la piastra è in acciaio o argento. La miccia veniva arrotolata intorno al calcio. Il serpentino agisce in una fenditura del calcio e il copriscodellino ruota su un perno anche se esistono esempi di morsetti sciolti che aderiscono sopra e sotto lo scodellino, analogamente a quanto avveniva negli archibugi giapponesi. Il calcio può essere curvo e con sezione romboidale oppure dritto, più sottile e a sezione pentagonale. Non mancano esempi di toradar riccamente decorati: esistono infatti esemplari con la canna recante intarsi d'oro o d'argento, scritte in sanscrito, pietre preziose incastonate o altorilievi. Anche il calcio e la cassa, spesso realizzati in legno di mogano o di rosa, presentano elaborate decorazioni: possono essere ricoperti di lacca verde con pitture floreali o avere intarsi d'argento smaltato o avorio.